# Staffenberg-ház

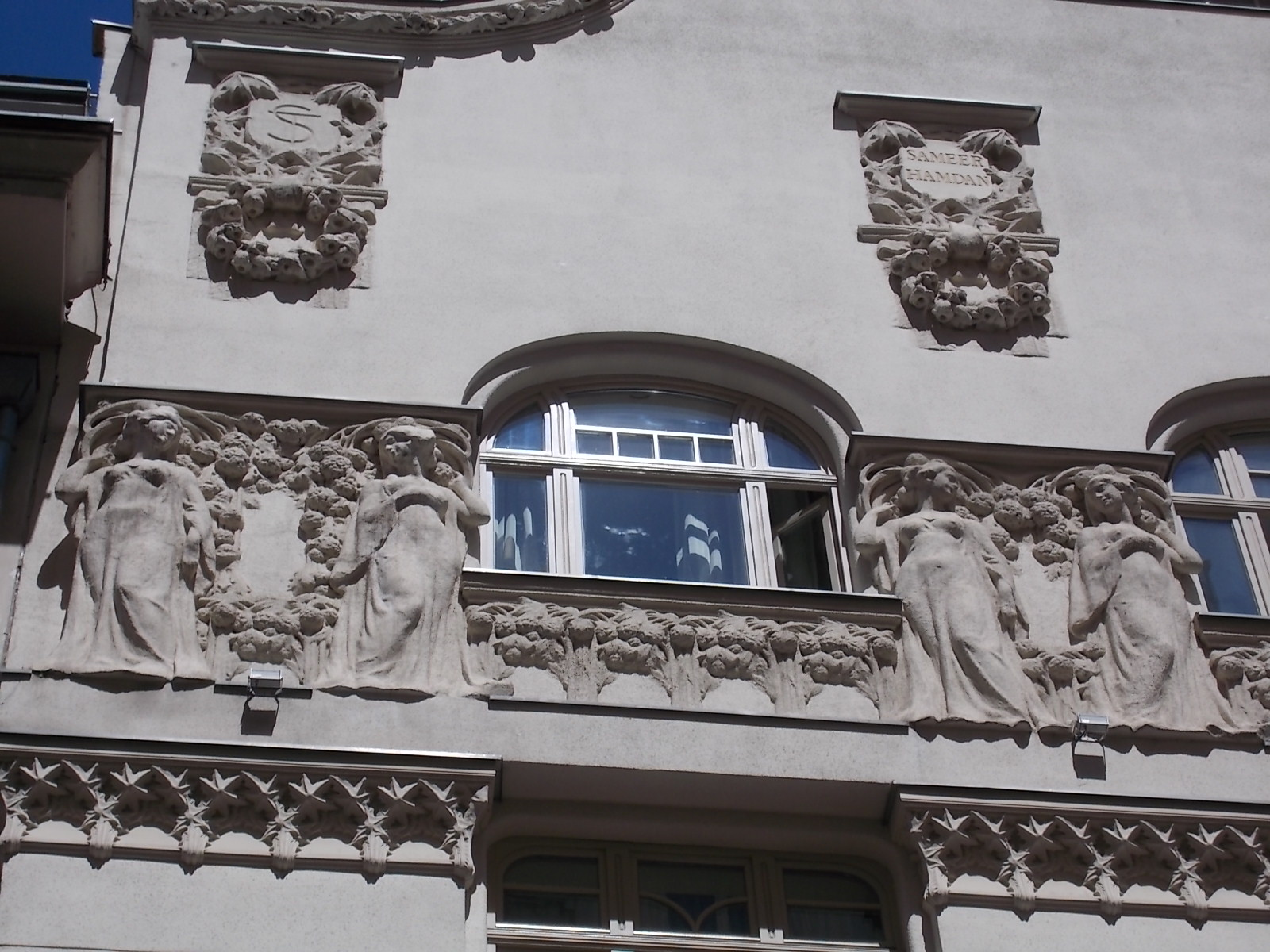
Maróti-stukkók a főhomlokzaton

A Staffenberg-ház a budapesti Belváros egyik legszebb szecessziós bérpalotája.

## Története
Gondos Izidor és Fischer József műépítészek tervei alapján 1903–1904-ben a Piarista utca 6. sz. alatt épült (Weilerné) Staffenberg Mária számára. 2011 márciusától, jelentős felújítás után a négycsillagos La Prima Fashion Hotel működik benne, amelynek tulajdonosai Sameer Hamdan és Zuhair Awad ingatlanbefektetők. Az épület földszintjén a Ristorante Taormina szicíliai ízek olasz étterme várja vendégeit.

## Leírása
A négyszintes, szecessziós stílusban épült ház háromosztatú utcai homlokzatát Maróti Géza, a Zeneakadémia szobrászának művei díszítik.